# 원시-세계화
원시 세계화 또는 초기 근대 세계화는 고대 세계화 시대 이후 대략 1600년에서 1800년 사이에 걸쳐 진행된 세계화 역사의 기간이다. 역사가 AG Hopkins 와 Christopher Bayly 가 처음 소개한 이 용어는 19세기 소위 "현대 세계화 "가 도래하기 직전의 기간을 특징으로 하는 무역 연결과 문화 교류의 증가 단계를 설명한다. .
원시 세계화는 팽창주의, 세계 무역 관리 방법, 정보 교환 수준을 기반으로 현대 세계화와 구별된다. 이 기간은 패권 이 서유럽으로 이동하고, 30년 전쟁 과 같은 강대국 간의 대규모 갈등이 발생하고, 상품, 특히 노예에 대한 수요가 증가하는 것으로 특징지어진다. 삼각 무역을 통해 유럽은 서반구 내의 자원을 활용할 수 있었다. 알프레드 크로스비(Alfred Crosby )의 콜롬비아 교류 개념과 관련된 동식물 작물의 이전과 전염병도 이 과정에서 중심적인 역할을 했다. 원시 세계화 무역 및 통신에는 특히 인도양 지역의 유럽, 중동, 인도, 동남아시아 및 중국 상인을 포함한 광범위한 그룹이 참여했다.
원시 세계화에서 현대 세계화로의 전환은 자본주의적, 기술적 교환을 기반으로 한 보다 복잡한 글로벌 네트워크로 특징지어진다. 그러나 이는 문화 교류의 심각한 붕괴로 이어졌다.

## 설명

암스테르담 증권 거래소의 안뜰, c. 1670년

17세기와 18세기에 세계 체제에서 서구 제국주의가 부상했지만 원시 세계화 시대에는 서유럽과 동아시아 및 중동 국가 간에 형성된 체제 간의 상호 작용이 증가했다. 원시 세계화는 정부와 개별 국가, 세계 지역, 종교의 전통 체제를 세계 무역, 제국주의, 정치적 동맹이라는 '신세계 질서'와 조화시키는 시기였으며, 역사가 AG 홉킨스는 이를 '현대 세계의 산물'이라고 불렀다. 그리고 먼 과거의 산물이죠."
홉킨스에 따르면, "세계화는 여전히 불완전한 과정이다. 세계화는 획일성뿐만 아니라 단편화도 촉진한다. 또한 후퇴할 수도 있고 전진할 수도 있다. 지리적 범위는 강한 지역적 편견을 나타낼 수 있다. 미래의 방향과 속도는 확실하게 예측할 수 없다. 그 자체의 '내적 논리'가 있다고 가정하는 것이 아니다. 원시 세계화 이전에 세계화 네트워크는 "멋진 땅에서 부와 명예를 찾는 위대한 왕과 전사들, 종교적 방랑자들,... 그리고 상인 왕자들에 의해.". 원시 세계화는 도시, 이민자, 노동의 전문화 등 고대 세계화의 여러 측면을 고수하고 성숙시켰다.
원시 세계화는 또한 두 가지 주요 정치적, 경제적 발전, 즉 "국가 시스템의 재구성과 금융, 서비스 및 산업화 이전 제조업의 성장"으로 특징지어진다. 당시 많은 주에서는 시민들의 충성심을 지속적으로 독점하고 있음에도 불구하고 "영토, 과세 및 주권 간의 연결을 강화"하기 시작했다. 이 시기의 세계화 과정은 물질 세계와 그 생산에 필요한 노동력에 중점을 두었다. 원시 세계화 시대는 고대 세계화와는 다른 설탕, 담배, 차, 커피, 아편 등의 상품이 생산되면서 '거래 부문의 효율성이 향상'되는 시대였다. 경제 관리의 개선은 교통의 확장으로도 확산되어 서양과 동양 사이의 복잡한 연결을 형성했다. 무역로의 확장은 농장 제도와 아프리카의 노예 수출을 기반으로 한 '녹색 혁명'으로 이어졌다.

## 전구체

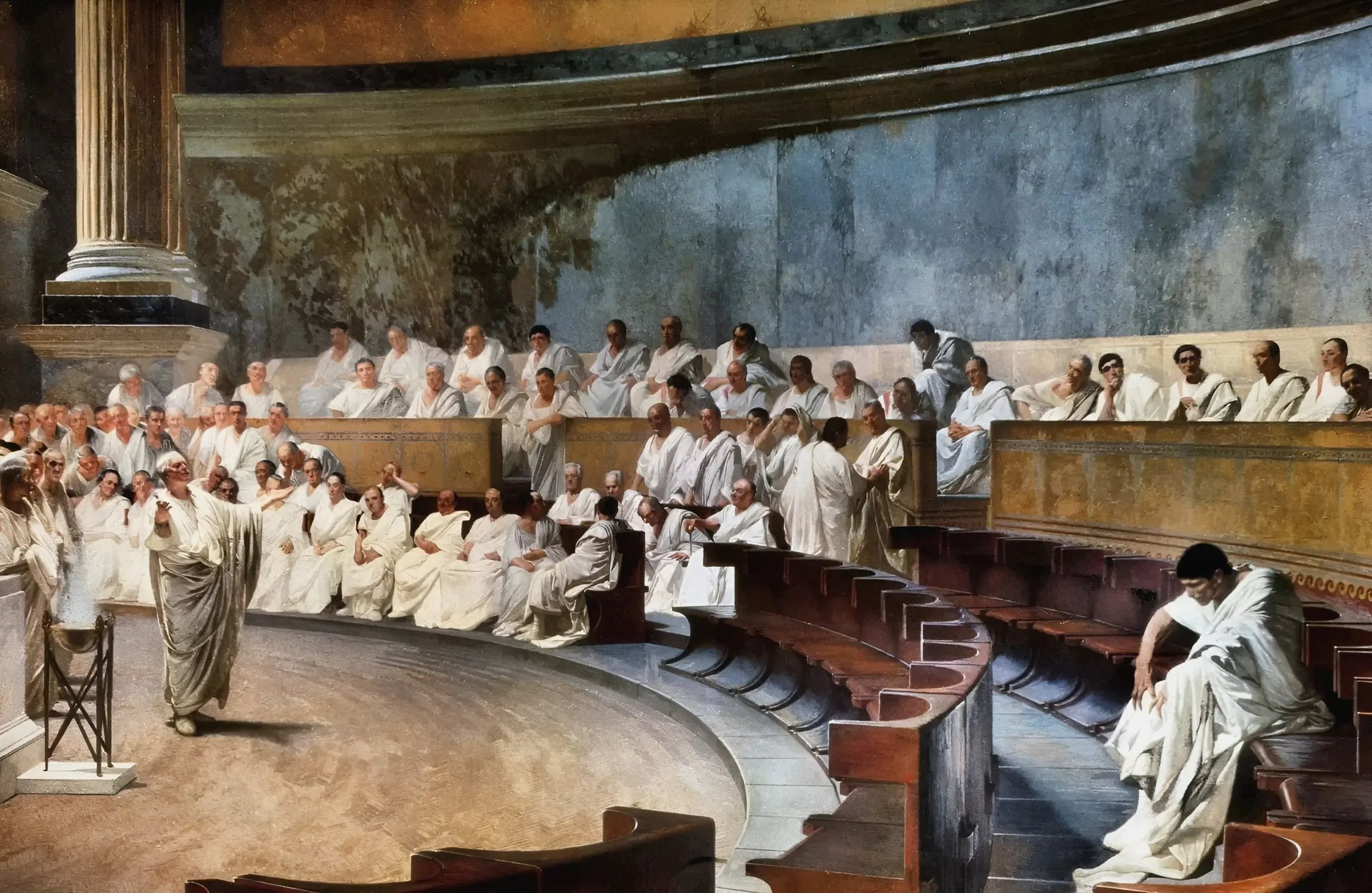
로마 원로원 회의 모습

근대 이전 시대에 초기 형태의 세계화는 이미 세계 시스템에 영향을 미치기 시작했으며, 이는 역사가 AG Hopkins가 고대 세계화라고 불렀던 시기를 나타낸다. 원시 세계화로 이어지는 세계 시스템은 이웃 문화를 정치 시스템에 동화시키고, 다른 국가와 전쟁을 벌이고, 세계 무역을 지배하는 하나 이상의 헤게모니 세력에 달려 있는 시스템이었다.
고대 세계화의 주요 헤게모니는 로마 제국 으로, 로마 제국은 로마 정부 체제와 로마 가치를 보다 낙후된 지역으로 확장하기 위한 장기간의 일련의 군사 및 정치 캠페인을 통해 대지중해 지역과 서유럽을 통합했다. 정복된 지역은 제국의 속주가 되었고, 그 속주의 로마 군사 전초 기지는 최고의 로마 건축가가 설계한 건축물을 갖춘 도시가 되었으며, 이는 이러한 토착 문화의 전통과 신념을 흡수하면서 로마의 "현대적인" 생활 방식의 확산을 촉진했다. 민족주의 이데올로기와 로마군을 지지하는 선전, 군사적 성공, 용기, 용기 역시 로마 제국이 서유럽과 지중해 지역으로 확산되는 데 힘을 실어주었다. 로마 제국의 잘 건설된 수로 와 도시, 튼튼하고 효과적인 해군 함대, 선박, 조직화된 포장 도로 시스템은 또한 빠르고 쉬운 여행과 더 나은 네트워킹 및 이웃 국가 및 지방과의 무역을 촉진했다.
한무제 ( 기원전 141~87년) 시대에 중국 정부는 통일되어 중국이 동아시아의 이웃 국가들과 제국주의적 노력에 성공적으로 빠져들기 시작할 만큼 강력해졌다. 한나라의 제국주의는 주로 외교와 무역 관계에 초점을 맞춘 평화로운 조공 체제였다. 한 제국의 성장은 아시아에서 도달한 사실상 알려진 모든 세계와의 무역 및 문화 교류를 촉진했으며 중국 실크는 아시아와 내륙 아시아, 심지어 로마까지 퍼졌다. 초기 당나라에서는 중국이 외국의 영향에 훨씬 더 반응하고 당나라가 위대한 제국이 되는 것을 보았다. 인도 및 중동과의 해외 무역이 급속도로 성장했으며, 한때 멀고 중요하지 않았던 지역이었던 중국의 동부 및 남부 해안은 점차 대외 무역의 주요 지역이 되었다. 송나라 시대에는 조선과 항해 기술의 발달로 중국 해군이 더욱 강력해졌고, 해상 교역도 기하급수적으로 늘어났다.
중국의 세력은 16세기에 명나라의 통치자들이 해양 세력 으로부터 중국 무역의 중요성을 무시하면서 쇠퇴하기 시작했다. 명나라 통치자들은 중국의 해군 지배력과 향신료 무역에 대한 지배력을 약화시켰고 유럽 강대국들이 개입했다. 포르투갈은 해군 건축, 무기, 항해 기술 및 항해 분야의 기술 발전을 통해 향신료 무역을 장악했다. 이로 인해 유럽 제국주의와 유럽 헤게모니 시대가 시작되었지만 중국은 여전히 많은 무역 분야에서 권력을 유지했다.

## 무역 시스템의 변화

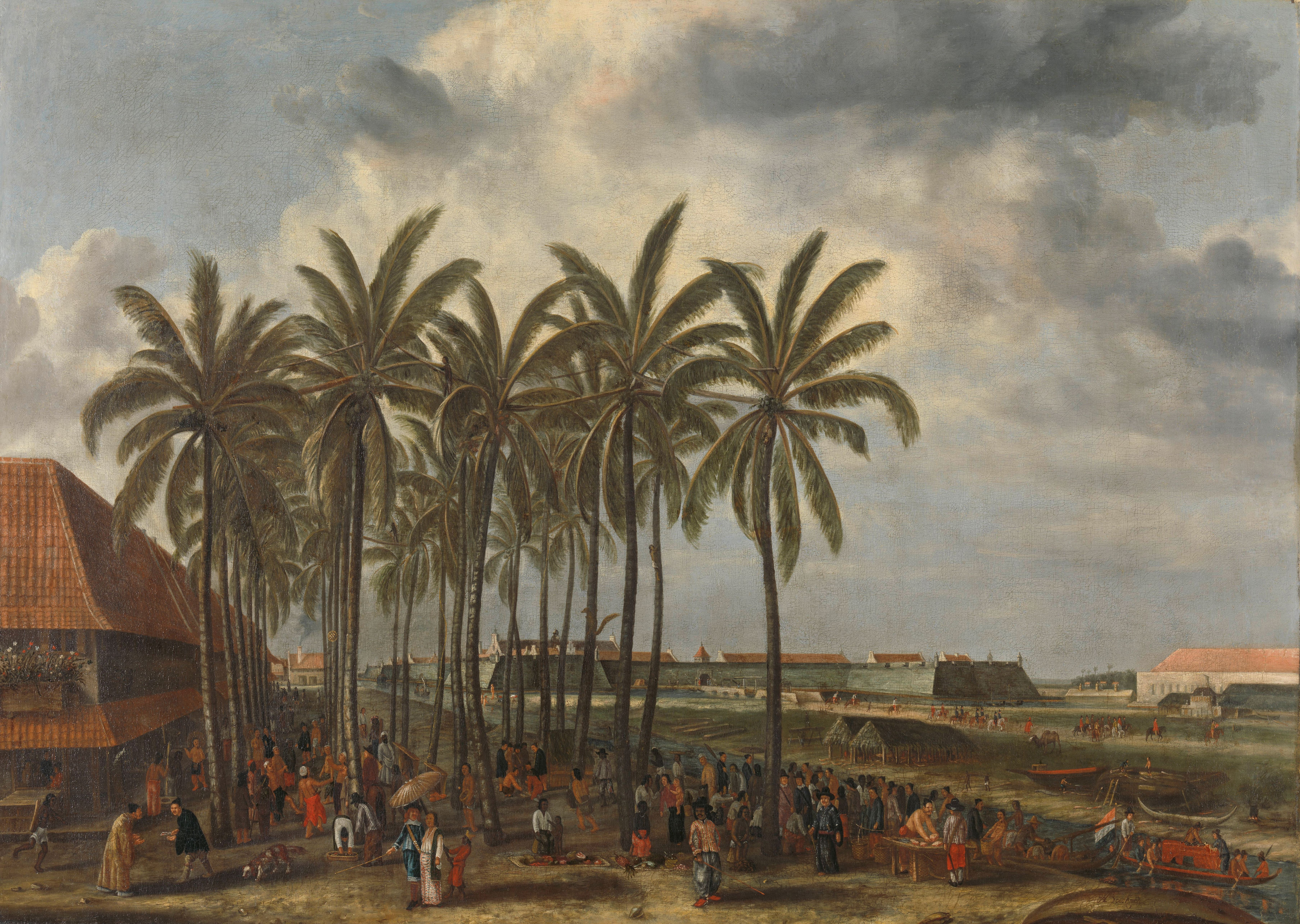
네덜란드령 동인도의 수도인 바타비아, c. 1661년

원시 세계화와 고대 세계화 사이의 가장 중요한 차이점 중 하나는 희귀품의 국가 간 거래에서 상품 거래로 전환되었다는 것이다. 12세기와 13세기에는 외국의 물품이나 다른 문화권에서는 희귀한 물품을 거래하는 것이 일반적이었다. 고대 세계화 시대의 대중적인 무역에는 도자기, 비단, 향신료 와 같은 사치품을 구입하기 위해 인도나 중국 지역으로 항해하는 유럽 상인이 포함되었다. 근대 이전 시대의 상인들은 마약과 사탕수수 및 기타 작물과 같은 특정 식품도 거래했다. 근대 이전 시대에 초기 형태의 세계화는 이미 세계 시스템에 영향을 미치기 시작했으며, 이는 역사가 AG Hopkins가 고대 세계화라고 불렀던 시기를 나타낸다. 원시 세계화로 이어지는 세계 시스템은 이웃 문화를 정치 시스템에 동화시키고, 다른 국가와 전쟁을 벌이고, 세계 무역을 지배하는 하나 이상의 헤게모니 세력에 달려 있는 시스템이었다.
이러한 품목은 그 자체로 희귀하지는 않았지만 거래되는 약물과 식품은 인체의 건강과 기능을 위해 가치가 있었다. 원시 세계화 기간에는 면화, 쌀, 담배와 같은 다양한 상품을 거래하는 것이 더 일반적이었다.근대 이전 시대에 초기 형태의 세계화는 이미 세계 시스템에 영향을 미치기 시작했으며, 이는 역사가 AG Hopkins가 고대 세계화라고 불렀던 시기를 나타낸다. 원시 세계화로 이어지는 세계 시스템은 이웃 문화를 정치 시스템에 동화시키고, 다른 국가와 전쟁을 벌이고, 세계 무역을 지배하는 하나 이상의 헤게모니 세력에 달려 있는 시스템이었다.
원시 세계화 무역으로의 전환은 "현대 국제 질서의 출현"과 17세기 대서양에서 시작되어 1830년까지 전 세계로 퍼진 초기 자본주의 팽창의 발전을 의미했다.

### 대서양 노예 무역

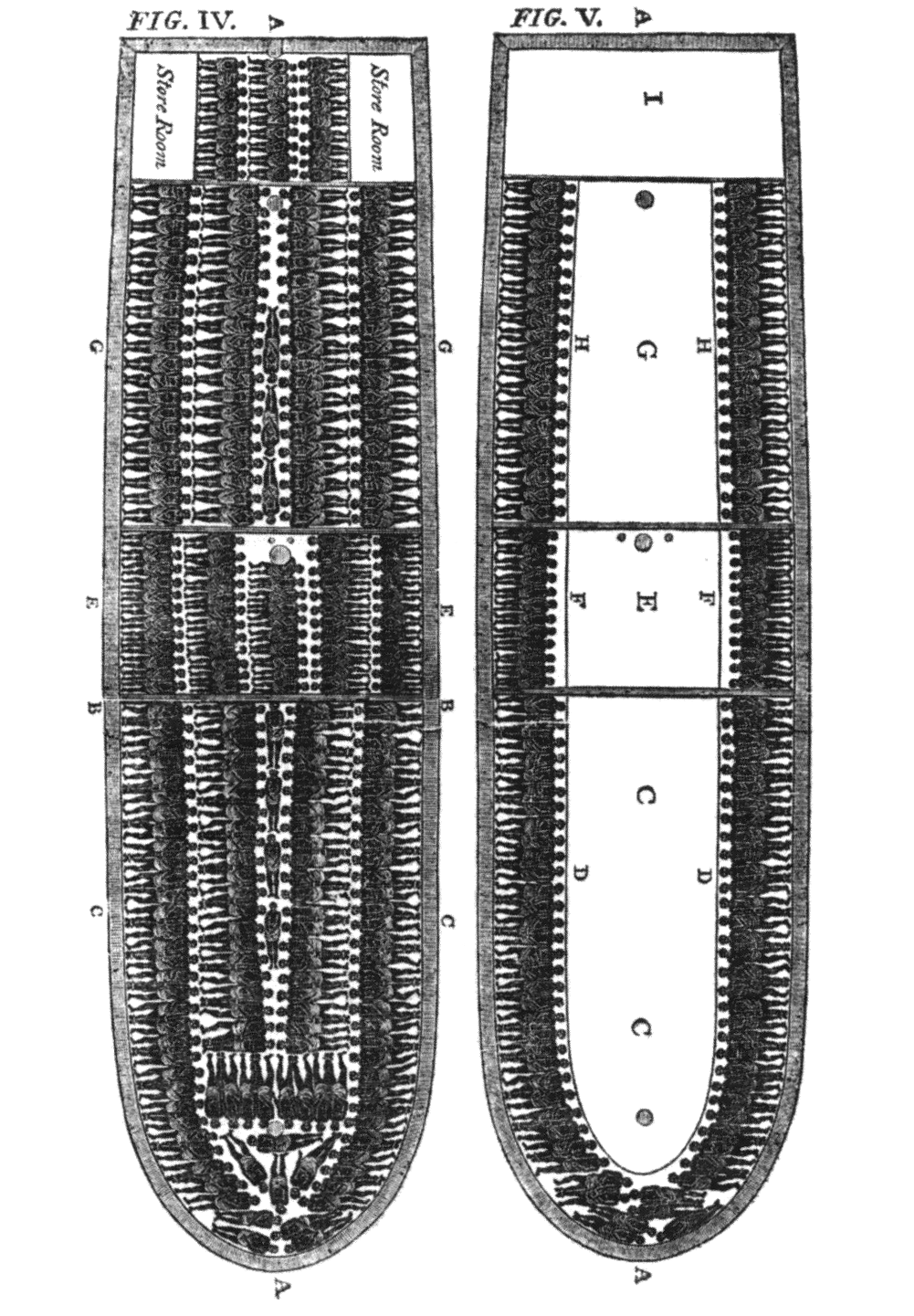
대서양 노예 무역의 노예선 다이어그램. 1790년과 1791년에 하원의 선정 위원회에 제출된 증거 요약에서 발췌.

원자재 가격 상승의 주된 이유 중 하나는 노예 무역, 특히 대서양 노예 무역의 증가였다. 15세기 이전에 노예를 사용하는 것은 노동력에서 사소한 관행에 불과했으며 제품과 상품 개발에 결정적인 역할을 하지 않았다. 그러나 노동력 부족으로 인해 노예의 사용이 증가했다. 1500년 이후 상투메에 섬 전제군주와 농장 중심지가 정착하면서 콩고 왕국 과 무역 관계가 시작되었고, 콩고 왕국은 중앙아프리카를 대서양 노예 무역으로 끌어들였다. 포르투갈인들은 대서양 항구인 아가디르 에서 노예 수출을 유지했으며, 이는 16세기 초 대부분 동안 유지되었다. 포르투갈이 브라질 아대륙에 정착하면서 미국 노예 시장도 열리게 되었고, 상투메에서 미국으로 노예를 직접 운송할 수 있게 되었다. 유럽의 노예선은 노예를 이베리아 반도 로 데려갔다. 그러나 유럽의 노예 소유자는 노예의 높은 비용과 농업용으로 사용할 수 있는 값싼 농민 노동으로 인해 부유하고 귀족적인 가정에서만 볼 수 있었다. 농장 작업에 종사하는 아프리카계 미국인 노예는 유럽 대륙이 아닌 대서양 섬에서 발생했다. 1450년에서 1870년 사이에 약 1,020만 명의 아프리카인이 대서양 횡단에서 살아남았다. 농작물과 상품을 스스로 생산하는 것보다 수입하는 것이 더 저렴하다는 것을 알게 된 유럽인들의 생산 수요로 인해 대규모 노예 인구가 번성했다.근대 이전 시대에 초기 형태의 세계화는 이미 세계 시스템에 영향을 미치기 시작했으며, 이는 역사가 AG Hopkins가 고대 세계화라고 불렀던 시기를 나타낸다.
17세기에는 경제적으로 노예에 의존하는 지역을 두고 노예 무역 회사들 사이에 많은 전쟁이 벌어졌다. 네덜란드 서인도 회사 (GWC)는 이러한 전쟁(특히 포르투갈과의 전쟁)을 통해 적 선박을 포획한 선장에 의해 많은 노예를 얻었다. 1623년에서 1637년 사이에 GWC에 의해 2,336마리가 포획되어 신세계에서 판매되었다. 신세계에 노예를 팔아 북아메리카에 교역소를 열었다. 네덜란드인은 1613년 맨해튼 섬에 처음으로 문을 열었다. GWC는 또한 카리브해에 교역소를 열었고 회사는 또한 노예를 뉴네덜란드 식민지로 운반하고 있었다.근대 이전 시대에 초기 형태의 세계화는 이미 세계 시스템에 영향을 미치기 시작했으며, 이는 역사가 AG Hopkins가 고대 세계화라고 불렀던 시기를 나타낸다. 원시 세계화로 이어지는 세계 시스템은 이웃 문화를 정치 시스템에 동화시키고, 다른 국가와 전쟁을 벌이고, 세계 무역을 지배하는 하나 이상의 헤게모니 세력에 달려 있는 시스템이었다.
노예의 사용은 무역 분야의 경제와 생산에 많은 이점을 가져왔다. 유럽에서 커피, 차, 초콜릿이 급증하면서 설탕 생산에 대한 수요가 늘어났다. 노예의 70%는 노동집약적인 농작물 생산에만 사용되었다. 노예 무역은 무역 항해에도 유익했다. 왜냐하면 끊임없는 항해를 통해 투자자는 동시에 많은 선박의 작은 지분을 구입할 수 있었기 때문이다. Hopkin은 많은 학자들이 노예 무역이 원시 세계화 기간과 이후에 많은 국가의 부에 필수적이며 무역 생산이 없었다면 급락했을 것이라고 주장한다고 말한다. 선박 및 항해 기술에 대한 투자는 원시 세계화와 현대 세계화를 통해 발전된 복잡한 무역 네트워크의 촉매제가 되었다.근대 이전 시대에 초기 형태의 세계화는 이미 세계 시스템에 영향을 미치기 시작했으며, 이는 역사가 AG Hopkins가 고대 세계화라고 불렀던 시기를 나타낸다. 원시 세계화로 이어지는 세계 시스템은 이웃 문화를 정치 시스템에 동화시키고, 다른 국가와 전쟁을 벌이고, 세계 무역을 지배하는 하나 이상의 헤게모니 세력에 달려 있는 시스템이었다.

### 플랜테이션 경제

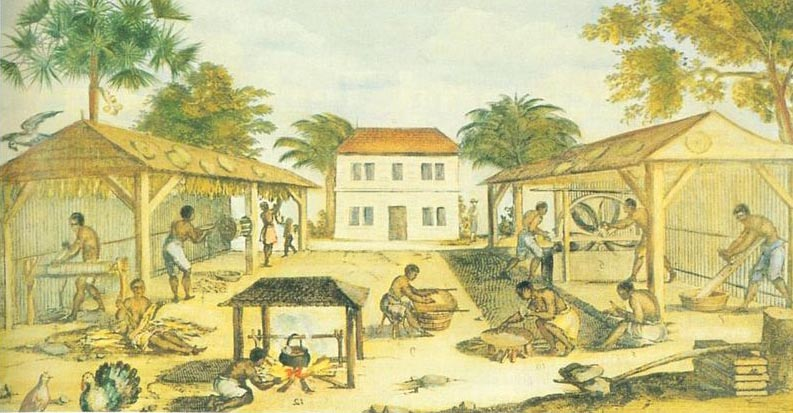
17세기 버지니아에서 담배를 가공하는 노예들

결과적으로, 노예 제도의 증가는 생산 및 거래되는 작물의 증가, 보다 구체적으로 플랜테이션 경제 의 증가에 기인한다. 플랜테이션의 증가는 원시 세계화 기간 동안 상품 무역의 주요 원인이었다. 농장은 수출국(주로 미국)이 농장 경제로 다시 거래되는 상품을 제조하는 데 필요한 원자재를 재배하는 데 사용되었다. 농장 경제로 인해 무역이 늘어난 상품은 주로 담배, 면화, 사탕수수, 고무였다.근대 이전 시대에 초기 형태의 세계화는 이미 세계 시스템에 영향을 미치기 시작했으며, 이는 역사가 AG Hopkins가 고대 세계화라고 불렀던 시기를 나타낸다. 원시 세계화로 이어지는 세계 시스템은 이웃 문화를 정치 시스템에 동화시키고, 다른 국가와 전쟁을 벌이고, 세계 무역을 지배하는 하나 이상의 헤게모니 세력에 달려 있는 시스템이었다.

#### 담배

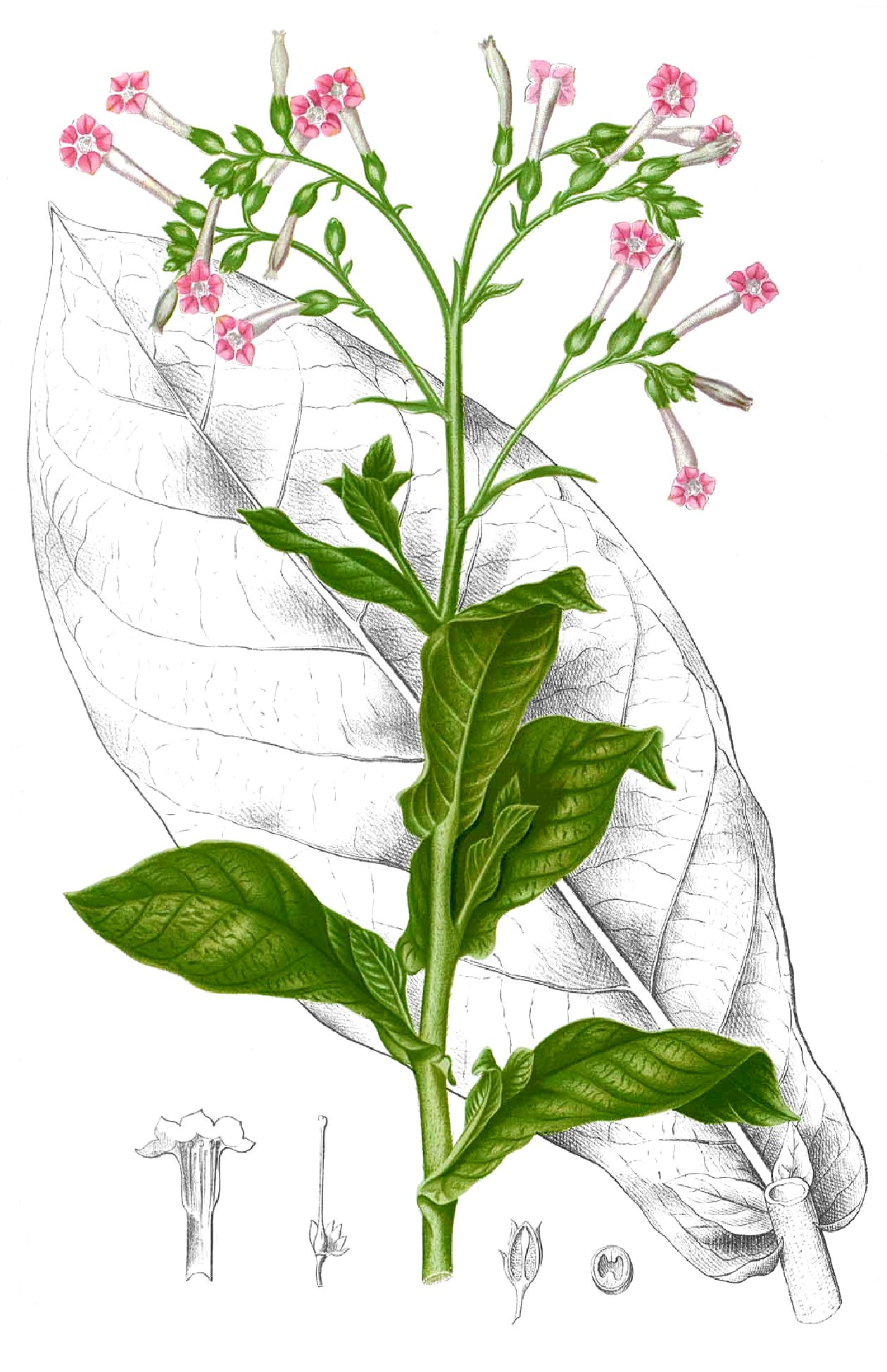
니코티아나 타바쿰

16세기 후반에 신세계에 대한 유럽인의 관심은 담배가 아닌 금과 은에 쏠렸다. 담배에 대한 유럽인의 관심 부족은 아메리카 원주민이 담배 산업을 통제했다는 사실 때문이었다. 아메리카 원주민들이 공급을 통제하는 한 유럽의 상업 자본주의에 편입될 필요는 없었다.근대 이전 시대에 초기 형태의 세계화는 이미 세계 시스템에 영향을 미치기 시작했으며, 이는 역사가 AG Hopkins가 고대 세계화라고 불렀던 시기를 나타낸다. 원시 세계화로 이어지는 세계 시스템은 이웃 문화를 정치 시스템에 동화시키고, 다른 국가와 전쟁을 벌이고, 세계 무역을 지배하는 하나 이상의 헤게모니 세력에 달려 있는 시스템이었다.
담배 거래는 새로운 상품이었으며 농장의 성장으로 인해 17세기에 대중적 수요가 높았다. 담배가 화폐 기준으로 사용되기 시작했고, 이것이 "현금 작물"이라는 용어가 유래된 이유이다. 당시 미국 식민지(특히 버지니아)에서 런던으로의 첫 번째 담배 수출은 영국 기업에 행운을 안겨주었고 1627년에는 버지니아 담배가 선적당 500,000파운드로 런던으로 배송되었다. 1637년에 담배는 식민지의 화폐가 되었고, 1639년에 메릴랜드는 100,000파운드의 담배를 런던으로 수출했다. 영국의 담배 생산 성공은 많은 유럽인, 특히 프랑스 섬인 마르티니크와 과들루프에 식민지화된 사람들의 관심을 끌었다. 이 섬들은 담배 생산으로 인해 곧 부유해졌고, 1671년에는 이 섬에서 재배되는 환금작물 재배 면적의 약 3분의 1이 담배용이었다. 담배 재배가 번성했지만, 나중에 설탕으로 얻은 이익으로 인해 생산이 심각한 침체를 겪었다. 바베이도스 수출 계정에 따르면 섬 수출 가치의 82%가 설탕으로 인한 것이며 담배는 1% 미만이었다.
근대 이전 시대에 초기 형태의 세계화는 이미 세계 시스템에 영향을 미치기 시작했으며, 이는 역사가 AG Hopkins가 고대 세계화라고 불렀던 시기를 나타낸다. 원시 세계화로 이어지는 세계 시스템은 이웃 문화를 정치 시스템에 동화시키고, 다른 국가와 전쟁을 벌이고, 세계 무역을 지배하는 하나 이상의 헤게모니 세력에 달려 있는 시스템이었다.

#### 사탕 수수
눈에 띄는 무역 원천이었던 또 다른 상품은 작물 사탕수수에서 설탕을 생산하는 것이었다. 설탕의 원래 서식지는 인도였으며, 그곳에서 채취하여 여러 섬에 심었다. 이베리아 반도 사람들에게 도달한 후에는 대서양을 건너 더 멀리 이주했다. 16세기에 신대륙에서 최초의 설탕 농장이 시작되었으며, 이는 사탕수수가 서부로 이동하는 마지막 단계를 의미한다. 원시 형태의 설탕을 운송하는 갈등 때문에 설탕은 정제 작업이 시작될 때까지 상업과 관련이 없었다. 이 행위는 산업의 중심지가 되었다. 베니스는 중세 시대에 정제의 중심지였으며 따라서 설탕의 주요 무역상이 되었다. 스페인과 포르투갈은 미국 사탕수수 밭의 독점권을 갖고 있었지만 베니스 에서 공급을 받고 있었다. 17세기에는 영국이 베니스를 지배하면서 설탕 정제와 재배의 중심지가 되었다. 이러한 리더십은 프랑스 산업이 부흥할 때까지 유지되었다. 17세기 전반에 걸쳐 설탕은 설탕이 대량으로 생산되어 영국 대중이 이용할 수 있게 된 17세기 후반까지 여전히 사치품으로 간주되었다. 이러한 변화로 인해 설탕은 상품이 되었다. 왜냐하면 곡물은 특별한 경우에만 사용되지 않고 매일의 모든 식사에 사용되었기 때문이다.

## 적대 행위, 전쟁, 제국주의

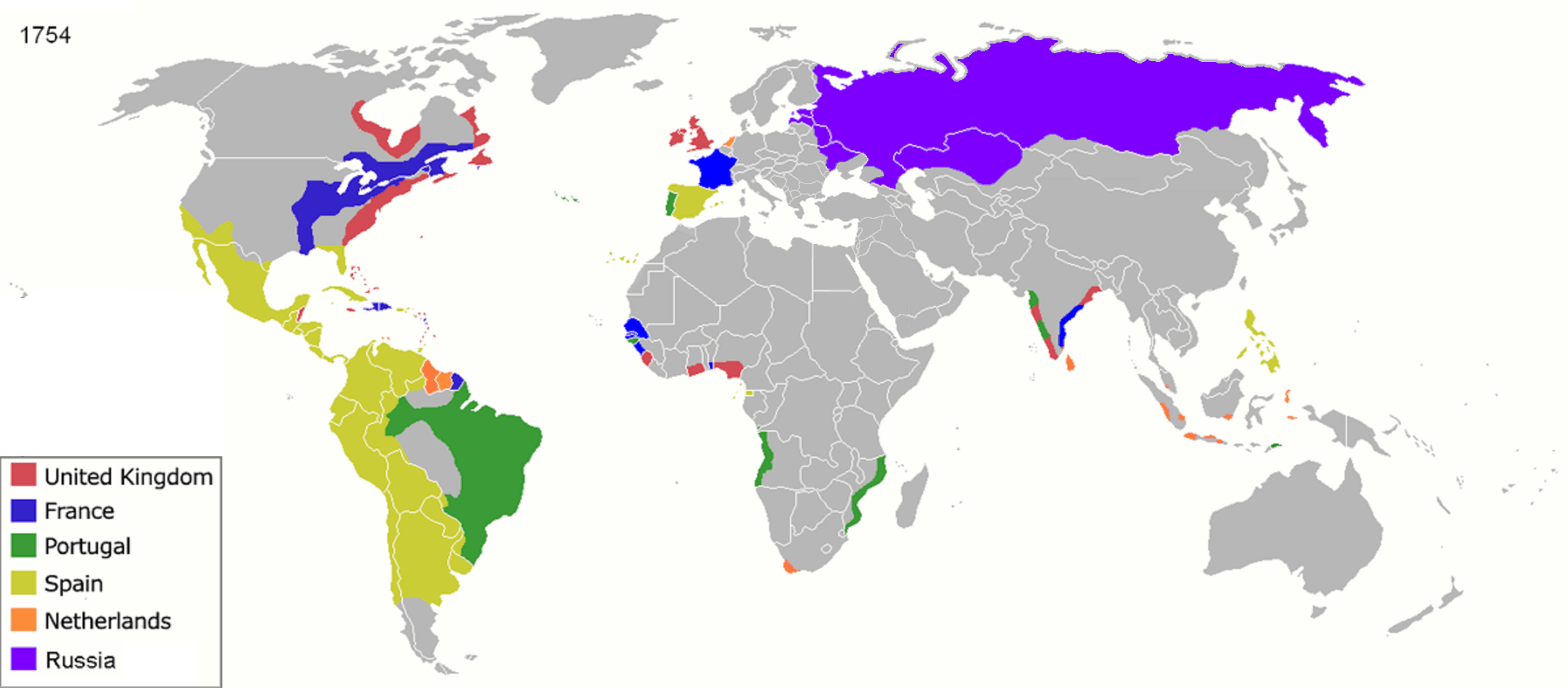
1754년 전 세계 식민지 제국 지도

원형 세계화는 팽창주의 관행, 세계 무역 관리 방법, 재정, 상업 혁신 측면에서 현대 세계화와 달랐다. 대국들의 팽창주의가 서유럽으로 옮겨가면서, 국가들은 세계 지배를 달성하기 위한 노력으로 경쟁을 시작했다. 부의 확장을 둘러싸고 이들 강대국들 사이에 대규모 갈등이 커지면서 국가들은 서로의 영토를 장악하고 정복된 지역의 생산물과 축적된 부를 주권 국가로 다시 옮기게 되었다. 1600년에서 1800년 사이에 전 세계적으로 분쟁이 발생했지만, 유럽 열강은 전쟁의 압력을 감당할 준비가 훨씬 더 잘 갖추어져 있음을 깨달았다. 크리스토퍼 앨런 베일리(Christopher Alan Bayly)의 인용문은 다음과 같이 말함으로써 이러한 장점을 더 잘 해석한다. "유럽인들은 사람을 죽이는 데 훨씬 능숙해졌다. 17세기 유럽의 이데올로기 전쟁은 전쟁, 금융, 상업 혁신 사이의 연결을 만들어 이러한 모든 이득을 확장했다. 이는 18세기에 발생한 세계 분쟁에서 대륙에 무자비한 이점을 제공했다. 서유럽의 전쟁은 수륙 양용이었기 때문에 유난히 복잡하고 비용이 많이 들었다." 이들 전투 테스트를 거친 국가들은 자신들의 필요를 위해 싸웠지만 실제로는 그들의 성공으로 세계 시장에서 유럽의 발전이 촉진되었다. 다음 각 섹션에서는 여러 주요 활동의 역사를 조명한다. 전쟁이 종교적인 것이든 상업적인 것이든, 그 영향은 전 세계적으로 크게 느껴졌다. 영국-네덜란드 전쟁 중 영국의 승리로 인해 상업 운송 및 해군력이 우위를 차지하게 되었다. 장차 영국과 외국 사이의 갈등과 북미 대륙의 '조국'에 대한 국내적 좌절을 위한 무대가 마련되었다. 유럽의 세력인 프랑스와 영국 사이에 벌어진 프렌치 인디언 전쟁은 영국의 승리로 이어졌고 해상 사업에서 지속적인 우위를 점하게 되었다. 미국 독립 전쟁은 외국 시장을 통제하기 위한 권력 이동의 시작을 의미했다.

### 영국 남북전쟁
영국 남북전쟁은 종교적·정치적 신념뿐만 아니라 경제적·사회적 신념을 둘러싼 싸움이었다. 이 전쟁은 의회파 와 왕당파 사이에 벌어졌으며 1642년부터 1651년까지 일어났으나 여러 차례 개별 교전으로 나누어졌다. 찰스 1세 와 그의 지지자들은 전쟁의 처음 두 기간을 경험했으며, 그 결과 찰스 1세는 의회를 해산시켰고 의회는 10년 이상 다시 소집되지 않았다. 이 해고의 이유는 장기 의회 지지자들이 영국 법률에 두 가지 결의안을 설치하려고 시도했기 때문이다. 한 사람은 의회의 동의 없이 세금을 부과하고 영국의 적으로 분류한 개인에 대한 처벌을 요구하는 반면, 다른 사람은 종교의 혁신이 동일한 꼬리표를 초래할 것이라고 말했다. 이 정책들 각각은 찰스 1세를 겨냥한 것이었다. 찰스 1세는 열등한 지도자이자 가톨릭교의 지지자였다. 이로 인해 청교도 반란이 촉발되었고 결국 찰스 1세가 반역죄로 재판을 받고 처형되었다. 영국 남북전쟁의 마지막 단계는 1649년에 시작되어 1651년까지 지속되었다. 이번에는 찰스 1세의 아들인 찰스 2세가 의회에 반대하는 지지자들을 이끌었다. 1651년에 벌어진 우스터 전투는 영국 남북전쟁의 종식을 의미했다. 찰스 2세와 다른 왕실주의 세력은 국회의원과 그들의 지도자 올리버 크롬웰에 의해 패배했다. 이 전쟁은 영국을 경제적, 사회적뿐만 아니라 종교적, 정치적 신념과 관련하여 다양한 방향으로 이끌기 시작했다. 또한, 전쟁은 의회의 승인 없이는 영국 군주가 통치할 수 없다는 것을 헌법적으로 확립했다.

### 제1차 영국-네덜란드 전쟁

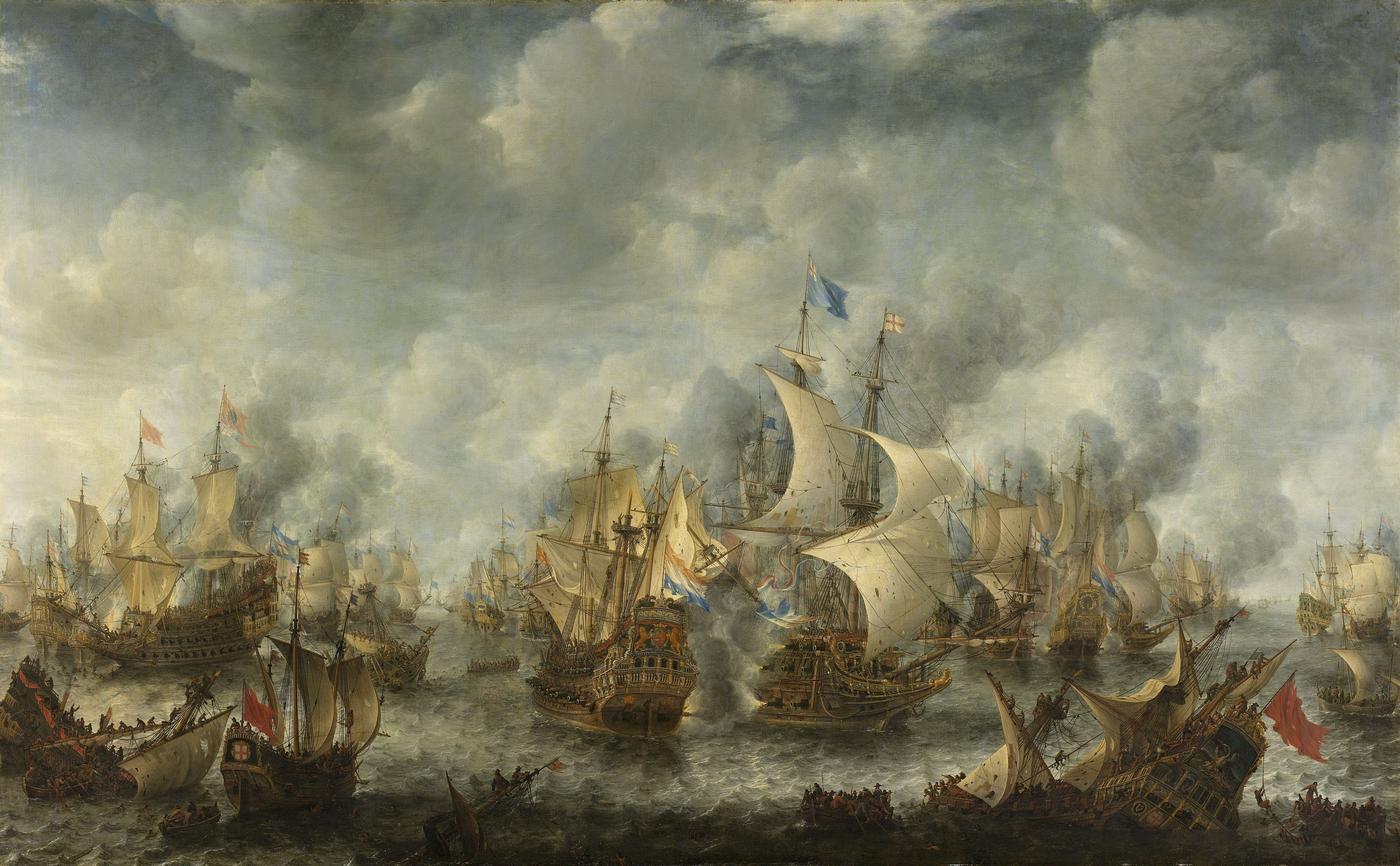
스헤베닝겐 전투, 1653년 8월 10일, Jan Abrahamsz Beerstraaten, 그림 c. 1654년에는 수천 명이 모여 지켜보던 네덜란드 해안에서 전투의 모습을 보여준다.

제1차 영국-네덜란드 전쟁은 1652년부터 1654년까지 영국 과 네덜란드 공화국 사이의 해전으로 상업 해상 경쟁을 놓고 주로 동인도 제도에 집중되었다. 최초의 항해법은 영국 선박이나 원산지 선박을 통해 운송되지 않은 물품의 수입을 금지했다. 이는 네덜란드를 겨냥한 정책이었고, 1652년 5월 19일 네덜란드와 영국 함대 사이에 소규모 전투가 벌어졌다. 전쟁은 공식적으로 7월에 시작되었고 전투는 2년 동안 계속되었다. 텍셀(Texel) 이라고도 불리는 스헤베닝겐 전투(Battle of Scheveningen)는 1653년 7월에 벌어진 전쟁의 진지한 전투의 종식이었다. 1654년 4월 웨스트민스터 조약이 체결되어 전쟁이 끝났고, 네덜란드 공화국은 항해법을 존중하고 전쟁에 대해 영국에게 보상할 의무가 있었다.

### 프렌치 인디언 전쟁

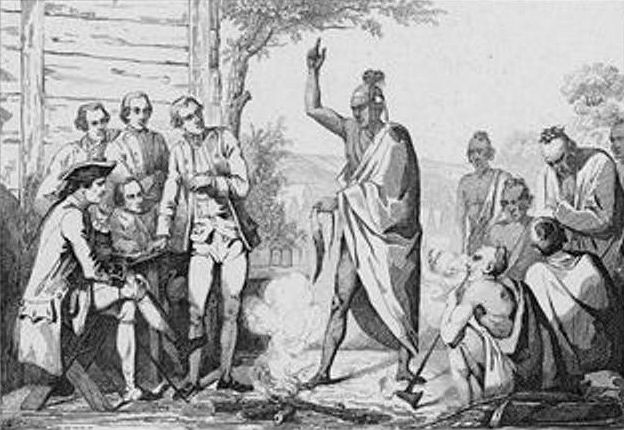
에밀 루이 베르니에(Emile Louis Vernier)의 모닥불 주변에서 프랑스와 인도 지도자들 간의 회담

프렌치-인디언 전쟁은 영국 과 프랑스, 그리고 두 국가와 동맹을 맺은 수많은 아메리카 원주민 국가 사이에 벌어진 전쟁이다. 프렌치 인디언 전쟁은 당시 유럽에서 벌어지고 있던 7년 전쟁의 북미 전역이었다. 북미 전역의 영국 영토에서 인구가 증가하면서 서부로 확장되었다. 그러나 이는 프랑스와 아메리카 원주민 동맹의 저항에 부딪혔다. 프랑스군은 새로 획득한 땅을 방어하기 위해 수많은 요새를 건설하면서 영국 영토에 진입하기 시작했다. 전쟁이 시작되자 프랑스와 아메리카 원주민 동맹은 영국군을 계속해서 패배시킬 수 있었고, 1756년이 되어서야 영국군은 그들의 반대를 막을 수 있었다. 피츠버그는 프렌치 인디언 전쟁 당시 전투의 중심지였다. 즉, Allegheny, Monongahela 및 Ohio의 세 강이 합류하는 중앙의 지리적 위치 때문이었다. 현재 피츠버그의 위치는 해군 통제에 유리했다. 이 지점의 소유권은 해군 지배력을 제공했을 뿐만 아니라 경제적 사업을 확장하여 상대적으로 쉽게 화물을 주고받을 수 있게 했다. 프랑스군과 영국군 모두 이 지역의 소유권을 주장했다. 프랑스는 Duquesne 요새를 설치하고 영국은 Pitt 요새를 설치했다. 포트 피트(Fort Pitt)는 프랑스군이 듀케인 요새(Fort Duquesne)를 포기하고 파괴한 후 1758년에 설립되었다. 프렌치-인디언 전쟁은 영국군이 프랑스로부터 퀘벡 과 몬트리올을 확보한 후 1763년에 끝났고 2월 10일 파리 조약이 체결되었다. 프랑스는 북아메리카의 영토를 항복해야 했고, 영국은 미시시피 강 까지 통제권을 얻었다. 이 전쟁의 영향은 북미 영국 식민지에서 크게 느껴졌다. 영국은 새로 획득한 영토를 통제하기 위해 식민지 주민들에게 많은 세금을 부과했다. 이러한 긴장은 곧 독립을 위한 전쟁과 경제계 지배권을 위한 권력 이동으로 정점에 달할 것이다.

## 조약 및 협정

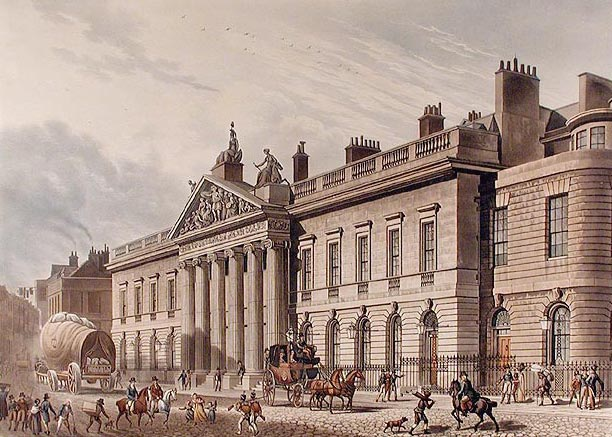
1799-1800년에 재건축된 런던의 Leadenhall Street에 있는 확장된 East India House, Richard Jupp, 건축가(1817년경에 보임, 1929년에 철거됨)

세계화 초기 시대의 거래 대부분은 유럽에서 규제되었다. 경제적 관점에서 세계화는 동인도 회사에 의존했다. 이들은 17세기와 18세기에 여러 서유럽 국가들이 설립한 기업으로, 처음에는 동인도에서의 무역을 확대하기 위해 설립되었다. 회사는 인도에서 동아시아 및 동남아시아로의 무역을 통제했다.
세계화의 주요 공헌자 중 하나는 삼각 무역 과 그것이 세계를 연결하는 방식이었다. 삼각 무역 또는 삼각 무역은 무역을 통해 세계의 세 지역을 연결하는 데 사용되는 시스템이었다. 일단 거래되면 품목과 물품이 세계의 다른 지역으로 운송되어 삼각 무역이 세계 무역의 핵심이 되었다. 삼각 무역 시스템은 유럽인에 의해 운영되어 글로벌 영향력을 강화했다.
유럽인들은 서아프리카 해안으로 항해하여 아프리카 왕이 제조한 물품(총기와 탄약)을 노예와 교환했다. 그곳에서 노예들은 노동에 사용되기 위해 서인도 제도 나 북미 동부 해안으로 보내졌다. 면화, 당밀, 설탕, 담배와 같은 상품은 이들 장소에서 유럽으로 다시 보내질 것이다. 유럽은 또한 상품을 사용하고 차, 옷감, 향신료를 아시아 국가와 무역했다. 어떤 의미에서 삼각무역은 확립된 무역로에 대한 합의였으며, 이는 더 큰 글로벌 통합을 가져왔고 궁극적으로 세계화에 기여했다.
유럽이 획득한 통제권과 함께 세계 무역에 관한 여러 조약과 법률이 나왔다. 인도와 런던에서 회사의 업무를 규제하는 규제법 1773이 통과되었다. 1748년 엑스라샤펠 조약으로 오스트리아 왕위계승전쟁은 끝났지만, 서인도 제도, 아프리카, 인도에서 영국과 프랑스 사이의 상업 분쟁은 해결되지 못했다. 이 조약은 두 지역 간의 무역과 시장 확장을 규제하려는 시도였지만 결국 실패했다.
당시 세계화는 전쟁, 질병, 특정 지역의 인구 증가로 인해 방해를 받았다. 곡물법은 영국 내 곡물의 수출입을 규제하여 무역을 제한하고 세계화를 확대하기 위해 제정되었다. 옥수수작물법은 관세와 수입제한으로 시장경제와 세계화를 저해했다. 결국 리카르도의 경제학 이론이 두드러졌고 특히 포르투갈과의 무역 규제가 개선되었다.

## 현대적인 세계화로의 전환
세바스찬 콘래드(Sebastian Conrad)에 따르면, 원형 세계화는 "세계 경제의 확립"과 관련하여 나타난 "국가 우월주의, 인종 차별주의, 사회 다윈주의, 대량 학살 사고의 부상"으로 특징지어진다. 1870년대부터 세계 무역 주기가 굳어지기 시작하여 이전 어느 시대보다 더 많은 국가의 경제가 서로 의존하게 되었다. 이 새로운 세계 무역 주기의 도미노 효과는 세계적인 경기 침체와 세계 경제 호황을 모두 가져온다. Modelski는 원시 세계화 후기를 "전 세계적으로 빠른 속도로 확장되고 사회의 모든 구성 요소를 포괄하는 두꺼운 글로벌 네트워크"라고 설명한다. 1750년대까지 유럽, 아프리카, 아시아, 아메리카 대륙 간의 접촉은 현대 세계화 시대에 반향을 일으킨 안정적인 다자간 상호 의존 관계로 성장했다.

### 자본의 이동
비록 북대서양 세계가 원시 세계화 이전에 세계 시스템을 지배했지만, 19세기 초부터 보다 "다극적인 세계 경제"가 형성되기 시작했고 자본은 고도로 이동하게 되었다. 19세기 말까지 영국 자본의 부는 17%가 해외에 있었으며, 해외에 투자된 자본의 수준은 1913년에 거의 두 배 증가한 33%였다. 독일은 1880년에 국내 총 저축의 5분의 1을 투자했고, 영국과 마찬가지로 20세기 초에 부를 엄청나게 늘렸다. 해외 총 국내 저축 중 순 해외 투자는 1860년에 35%, 1880년에는 47%, 제1차 세계대전 이전에는 53%였다. 글로벌 투자는 사회 전반에 걸쳐 꾸준히 증가하고 있었고, 투자 능력이 있는 사람들은 국내 저축 중 점점 더 많은 부분을 해외 투자에 투입했다.
자본을 동원할 수 있는 능력은 산업 혁명의 발전과 기계 생산의 시작(영국에서 가장 두드러짐)에 기인한다. 원시 세계화 기간 동안, "많은 사회의 상인 자본가들은 잠재 시장과 새로운 생산자를 빠르게 인식하고 세계 무역의 새로운 패턴으로 그들을 연결하기 시작했다. 노예 생산의 확대와 아메리카 대륙의 착취는 유럽인들을 현대 세계화 기간 동안 대량 생산은 더욱 강력하고 복잡한 글로벌 무역 네트워크의 발전을 가능하게 했다. 1750년에서 1850년 사이 유럽이 성공할 수 있었던 또 다른 요소는 한계와 "상대적 실패"였다. " 아프리카-아시아 산업 혁명의. 현대 세계화로의 이동은 자본이 유럽으로 경제적으로 빠져나가는 것으로 특징지어졌다.

### 문화의 변화

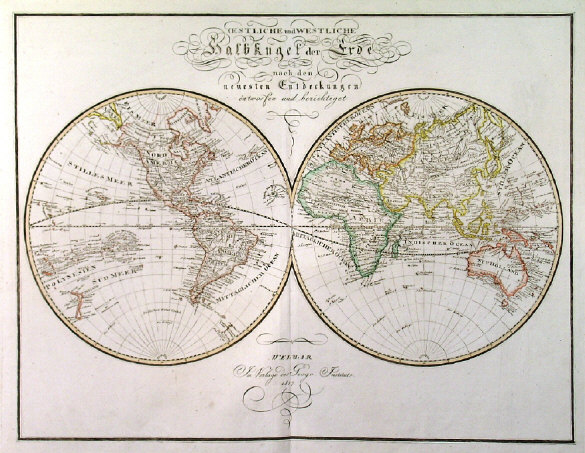
현대 세계화의 관점과 일치하는 1817년 세계관. 세부 사항의 양을 확인하십시오.

자본과 마찬가지로 원시 세계화의 종말은 개인의 이동성으로 가득 차 있었다. 원시 세계화 시대는 "상호 영향, 혼성화, 문화 간 얽힘"으로 가득 찬 시대였다. 많은 역사가들은 이러한 국가적 얽힘과 합의의 그물망이 제1차 세계대전 동안의 강도와 막대한 개입의 원인이라고 비난한다. 1750년에서 1880년 사이에 생산, 운송, 통신 분야의 새로운 역량은 전 세계적 통합의 확장에 영향을 미쳤다.

### 글로벌 네트워크의 변화
발전된 글로벌 네트워크는 새로운 생산으로 이어지는 새로운 네트워크의 생성으로 이어진다. 1880년에는 유럽의 식민지 확장이 다시 시작되었다. 현대 세계화로의 전환은 느리고, 중첩되고, 상호 작용했다. 19세기 중반, 비경쟁 상품이 대륙과 시장 간에 교환되어 널리 사용되는 상품이 개발되었다. 또한 노동력은 전 세계적으로 통합되고 있었다. 현대의 세계화는 사회경제적 네트워크의 전반적인 확장 움직임이 더욱 정교해지면서 이루어졌다. 이에 대한 예는 프리메이슨의 발전과 설립이다. "기존 무역 네트워크가 성장하고 자본 및 상품 흐름이 강화되었다. 장기적인 상호의존성의 영속성은 변하지 않았다. 현대 세계화 시대가 시작되면서 유럽의 식민지 확장은 그 자체로 후퇴했다. 국민사회는 경제통합을 후회하기 시작했고 그 효과를 제한하려고 시도했다. 베일리(Baly), 홉킨스(Hopkins) 등은 원형 세계화에서 현대 세계화로의 전환은 서로 다른 지역, 서로 다른 시기에 일어난 복잡한 과정이었으며, 전근대 시대에 기원을 둔 가치와 희소성에 대한 오래된 개념이 유지되는 것과 관련이 있음을 강조한다. 기간. 그리하여 경제적 반세계화 시대와 1945년 이후 끝난 세계 대전으로 이어졌다.
- 발견의 시대
- 세계화의 역사
- 구식 세계화
- 근대 초기

## 같이 보기
- 대항해시대
- 세계화의 역사
- 고대의 세계화
- 근세

## 참고자료

### 노트
1. 1 2 3 4 5 6 7 8 9 10 11 12 13  Hopkins 2003, 3쪽.
2. ↑  Hopkins 2003, 4–5쪽.
3. 1 2  Hopkins 2003, 5쪽.
4. 1 2  Hopkins 2003, 6쪽.
5. 1 2 3 4  Hopkins 2003, 7쪽.
6. ↑  Hopkins 2003, 4–5, 7쪽.
7. ↑  Shelton 1998, 20쪽.
8. ↑  Dillon & Garland 2005, 235쪽.
9. ↑  Dillon & Garland 2005, 56–58쪽.
10. ↑  Cohen 2000, 58–59쪽.
11. ↑  Cohen 2000, 60쪽.
12. ↑  Cohen 2000, 61–62쪽.
13. ↑  Fairbank, Reischauer & Craig 1973, 111쪽.
14. ↑  Fairbank, Reischauer & Craig 1973, 135–36쪽.
15. ↑  Fairbank, Reischauer & Craig 1973, 135쪽.
16. ↑  Fairbank, Reischauer & Craig 1973, 181–83쪽.
17. 1 2 3  Hopkins 2003, 4쪽.
18. ↑  Hopkins 2003, 4–5, 7쪽.
19. ↑  Hopkins 2003, 4–5, 7쪽.
20. ↑  Bayly 2004, 15쪽.
21. ↑  Klein 1999, 2쪽.
22. 1 2  Klein 1999, 9쪽.
23. ↑  Thomas 1997, 107쪽.
24. ↑  Klein 1999, 20쪽.
25. 1 2  Osterhammel & Petersson 2005, 50쪽.
26. ↑  Solow 1991, 5쪽.
27. 1 2 3  Thomas 1997, 170쪽.
28. ↑  Hopkins 2003, 4–5, 7쪽.
29. ↑  Thomas 1997, 189쪽.
30. ↑  Daudin 2002.
31. ↑  Hopkins 2003, 4–5, 7쪽.
32. 1 2 3  “Tobacco in Virginia”. 2009년 11월 11일에 확인함.
33. ↑  Hopkins 2003, 4–5, 7쪽.
34. ↑  Goodman 1993, 129쪽.
35. ↑  Hopkins 2003, 4–5, 7쪽.
36. ↑  Gately 2001, 72쪽.
37. ↑  Goodman 1993, 136쪽.
38. ↑  Goodman 1993, 137쪽.
39. ↑  Goodman 1993, 140쪽.
40. ↑  Hopkins 2003, 4–5, 7쪽.
41. ↑  Ellis 1905, 4쪽.
42. ↑  Ellis 1905, 5쪽.
43. ↑  Ellis 1905, 6쪽.
44. ↑  Bayly 2004, 64쪽.
45. 1 2 3  “First Anglo-Dutch War, (1652–1654)”. Historyofwar.org. 2013년 11월 15일에 확인함.
46. 1 2   Dutch and English fleets numbering over one hundred ships fought for twelve hours resulting in over 1,600 men killed, including Admiral Tromp for the Dutch and only half that number for the English.
47. 1 2 3  Schwartz 1999.
48. ↑  “Archived copy”. 2011년 7월 27일에 원본 문서에서 보존된 문서. 2009년 12월 11일에 확인함.
49. ↑  “East India Company”. 2009. 2009년 11월 13일에 확인함.
50. 1 2 3 4 5  “Slaves”. 2001. 2009년 11월 24일에 원본 문서에서 보존된 문서. 2009년 11월 16일에 확인함.
51. ↑  “Regulating Act 2009”. 2009년 11월 13일에 확인함.
52. ↑  “Treaty of Aix-la-Chapelle”. Encyclopædia Britannica. 2009. 2009년 11월 15일에 확인함.
53. ↑  “Why globalisation might have started in the eighteenth century”. 2008년 5월 16일. 2009년 11월 14일에 확인함.
54. 1 2  Lusztig 1995, 394–396쪽.
55. ↑  “International Trade”. 2009. 2009년 11월 15일에 확인함.
56. 1 2  Conrad 2007, 4쪽.
57. ↑  Modelski, Devezas & Thompson 2008, 12쪽.
58. 1 2  Osterhammel & Petersson 2005, 28쪽.
59. ↑  Conrad 2007, 5쪽.
60. 1 2 3 4  O'Rourke & Williamson 1999, 208쪽.
61. ↑  Bayly 2004, 49쪽.
62. ↑  Bayly 2004, 53쪽.
63. ↑  Bayly 2004, 53–55쪽.
64. ↑  Bayly 2004, 56쪽.
65. ↑  Bayly 2004, 57쪽.
66. ↑  Conrad 2007, 6쪽.
67. 1 2  Modelski, Devezas & Thompson 2008, 248쪽.
68. 1 2 3  Osterhammel & Petersson 2005, 16쪽.
69. ↑  Harland-Jacobs 2007, 24쪽.
70. ↑  Harland-Jacobs 2007, 4쪽.
71. 1 2  Osterhammel & Petersson 2005, 29쪽.